# Lagkagehuset

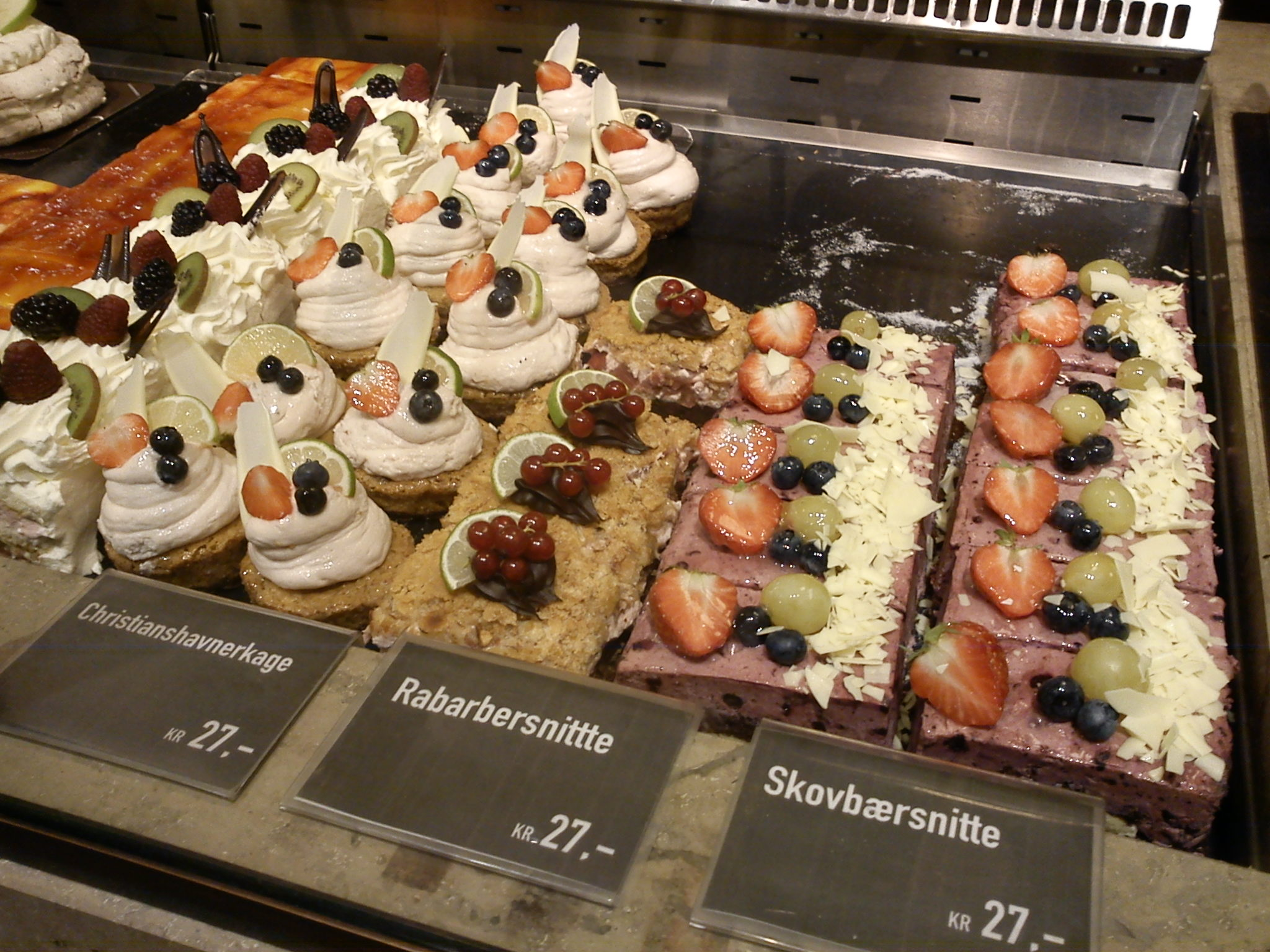
Kuchenauslage einer Filiale in Aarhus

Lagkagehuset (dänisch ‚das Tortenhaus‘) ist eine dänische Bäckerei- und Konditorkette.

## Name
1991 kaufte Ole Kristoffersen eine Bäckerei und Konditorei in dem Kopenhagener Stadtteil Christianshavn namens Torvekonditoriet. Das 1930 errichtete Gebäude, in dem das Geschäft lag, hieß im Volksmund Lagkagehuset und das wurde dann der Name des Geschäfts.

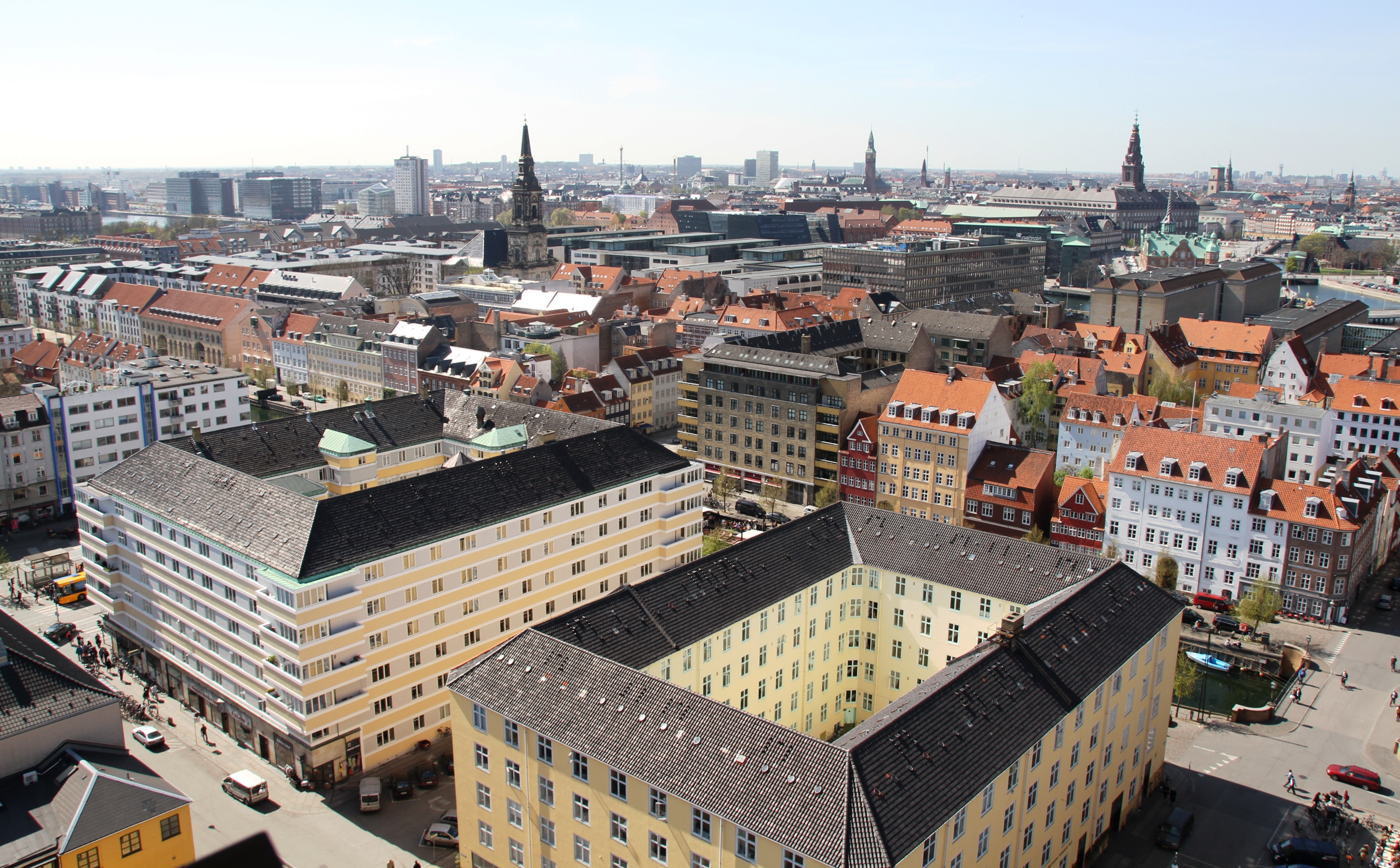
Das hintere, rechteckige Gebäude ist das Lagkagehus, an dessen hinterer Ecke im Erdgeschoss die namengleiche Bäckerei und Konditorei eröffnet wurde.

2008 schloss er sich mit Steen Skallebæk, dem ein paar Bäckereien in Südjütland gehörten, zusammen. Sie eröffneten gemeinsam zwei weitere Bäckereien, ehe sie am 10. Juli 2008 zusammen mit dem norwegischen Fonds FSN Danish Bake A/S gründeten.
Bis zum 1. Juli 2015 waren Steen Skallebæk, Ole Schielder Kristoffersen und Jesper Roholm Friis zusammen Geschäftsführer, seitdem nur noch Jesper Roholm Friis.

## Filialen
Zunächst gab es das Lagkagehuset in Kopenhagen und Skallebæk-Bäckereien in Haderslev und Aabenraa.
Mittlerweile (Stand 2017) gibt es über 65 dänische Geschäfte mit 1800 Angestellten sowie drei Filialen in London mit dem Namen Ole & Steen Lagkagehuset. Die erste Filiale in London wurde im Januar 2017 eröffnet.

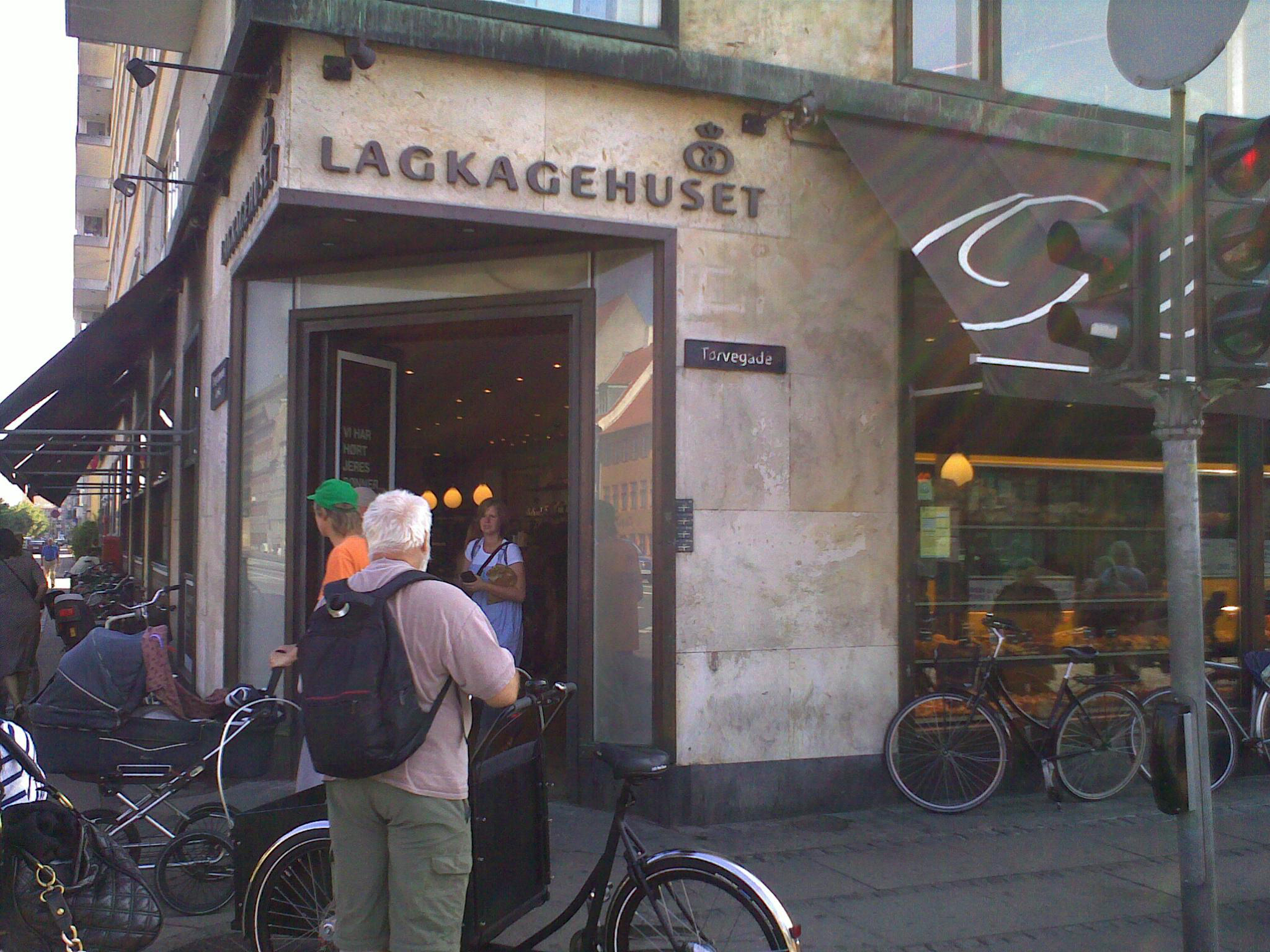
Die namengebende, erste Bäckerei in Christianshavn, Ecke Torvegade und Over Vandet

2016 hatte Danish Bake A/S einen Umsatz in Höhe von 664,7 Millionen DKK (89,4 Mio. Euro).

## Eigentümer
Seit dem 10. Juli 2008 heißt das Unternehmen Danish Bake A/S, seine Tochtergesellschaften heißen Lagkagehuset A/S und Danish Bake UK Limited.
Ole Schielder Kristoffersen war Eigentümer des Lagkagehuset bis 2008. Dann tat er sich mit Steen Skallebæk zusammen. Ab dem 10. Juli 2008 besaßen Steen Skallebæk und Ole Schielder Kristoffersen 30 % des Unternehmens und das nordische Private-Equity-Unternehmen FSN Capital 70 %. Ab Juni 2017 war die schwedische Private-Equity-Gesellschaft Nordic Capital alleiniger Eigentümer. Seit November 2017 besitzt Nordic Capital 80 % des Unternehmens und die amerikanische Private-Equity-/Venture-Capital-Gesellschaft L Catterton 20 %.